# 吴杰 (1967年)
吴杰（1967年9月—），男，中华人民共和国外交官，曾任中华人民共和国驻乍得共和国特命全权大使，现任中华人民共和国驻科特迪瓦共和国特命全权大使。

## 生平
1991年，进入中华人民共和国外交部工作，先后在外交部非洲司、驻几内亚大使馆任职，后任外交部非洲司参赞。2007年，任驻法国大使馆参赞。2010年，任外交部新闻司参赞。2013年，任驻瑞士大使馆公使衔参赞。2016年4月，出任中华人民共和国驻乍得大使。2018年7月，自驻乍得大使离任。2023年5月，出任中华人民共和国驻科特迪瓦大使。

## 家庭
已婚，有一女。

## 荣誉

### 外国勋章奖章
- 乍得国家军官勋章（乍得，2018年7月5日于恩贾梅纳颁发[5]）